# Jean Limousin
Pour le pseudonyme, voir Lucien Rebatet.
Jean Limousin est un homme politique français né le 4 mars 1751 à Ribérac (Dordogne) et mort dans la même ville le 8 août 1818.

## Biographie
Avocat à Ribérac, il siège comme député de la Dordogne de 1791 à 1792, se rangeant avec les modérés du parti constitutionnel. 
Il devient juge de paix en l'an III et sous-préfet de Ribérac en 1800. 
Il redevient député de la Dordogne de 1804 à 1810. 
Il exerce les fonctions de procureur du roi au tribunal de Ribérac à son décès. 